# William Talman
William Talman (1650 - 1719) va ser un arquitecte anglès.
Alumne de Christopher Wren, el treball més famós de Talman és Chatsworth House considerat el primer habitatge privat barroc a Anglaterra. Talman tenia fama de ser un home de mal humor, difícil de tractar, i aquesta va ser la raó per la qual es va triar a John Vanbrugh com arquitecte de l'habitatge més notable del barroc anglès: el castell de Howard.
Al llarg de la seva carrera, Talman va treballar en nombroses cases de camp angleses com Hanbury Hall, Worcestershire Herriard Park, Hampshire Kimberley Hall, Norfolk Lowther Castle o Cumbria Milton Hall.